# یلشاوا
یلشاوا (به آلمانی: Eltsch) یک شهرک با جمعیت ۳٬۱۴۷ نفر که در Revúca District، اسلواکی واقع شده‌است.